# Cryptophora coeca
Cryptophora coeca är en tvåvingeart som beskrevs av Borgmeier 1935. Cryptophora coeca ingår i släktet Cryptophora och familjen puckelflugor. Inga underarter finns listade i Catalogue of Life.